# Andrew Craighan

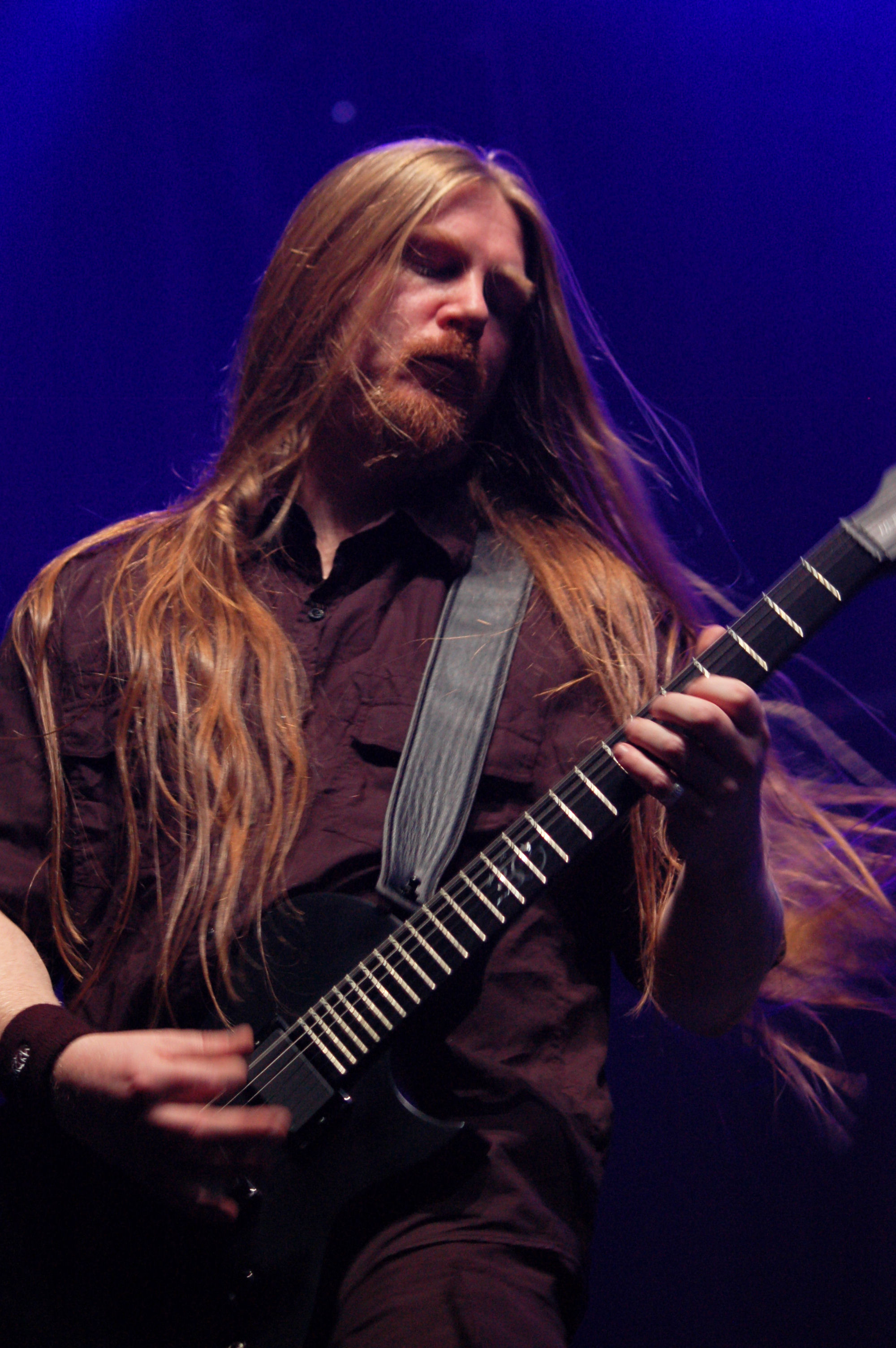
Andrew Craighan.

Andrew Craighan (Inglaterra; 18 de julio de 1970) es uno de los guitarristas de la banda británica de doom metal, My Dying Bride. Andrew, junto a Aaron Stainthorpe, es el único miembro original de la banda, pues permanece en esta desde su creación en 1990. También formó parte del grupo Abiosis en 1989. 

## Curiosidades
- Su disco favorito de My Dying Bride es The Light at the End of the World.
- Sus mayores influencias musicales son: Bathory, Celtic Frost y Candlemass.
- Su película favorita es The Mothman Prophecies.
- Su libro favorito es The Devils Guard.
- Lo que más le gusta es su Xbox 360.
- Lo que menos le gusta es la inconsideración.
- Actualmente, Craighan está casado con la hermana del guitarrista original de la banda, Calvin Robertshaw.

## Equipamiento
- Guitarras Mayones
- Amplificador Marshall

- Datos: Q2723896